# Mamut
Mamut (Mammuthus) – rodzaj trąbowców wymarłych pod koniec ostatniej epoki lodowej, u schyłku plejstocenu, zamieszkujących rozległe obszary Europy, Ameryki Północnej i północnej Azji.
Najczęściej pod pojęciem mamuta rozumie się wymarłego pod koniec ostatniej epoki lodowcowej mamuta włochatego (zw. też mamutem właściwym), choć większość gatunków mamutów nie posiadała owłosienia.

## Systematyka
Wyodrębnia się kilka gatunków mamutów:
- mamut włochaty, zwany także mamutem właściwym (Mammuthus primigenius)
- mamut stepowy (Mammuthus trogontheri)
- mamut kolumbijski (Mammuthus columbi)
  - mamut cesarski (Mammuthus columbi imperator)
  - mamut Jeffersona (Mammuthus columbi jeffersoni)
- mamut południowy (Mammuthus meridionalis)
- Mammuthus subplanifrons
- Mammuthus africanavus
- Mammuthus rumanus[1]
- mamut karłowaty (Mammuthus exilis)[1]
- Mammuthus lamarmorai[1]
- Mammuthus creticus[1]

Mamuty należą wraz ze słoniem indyjskim do kladu Elephantini, natomiast słoń afrykański należy do siostrzanego kladu Loxodontini.
Łacińska nazwa Mammutidae opisuje nie mamuty właściwe, ale dalej z nimi spokrewnione mastodonty, które w tym samym czasie (u schyłku plejstocenu) zamieszkiwały Amerykę Północną i które również wykształciły formy pokryte owłosieniem.

## Historia

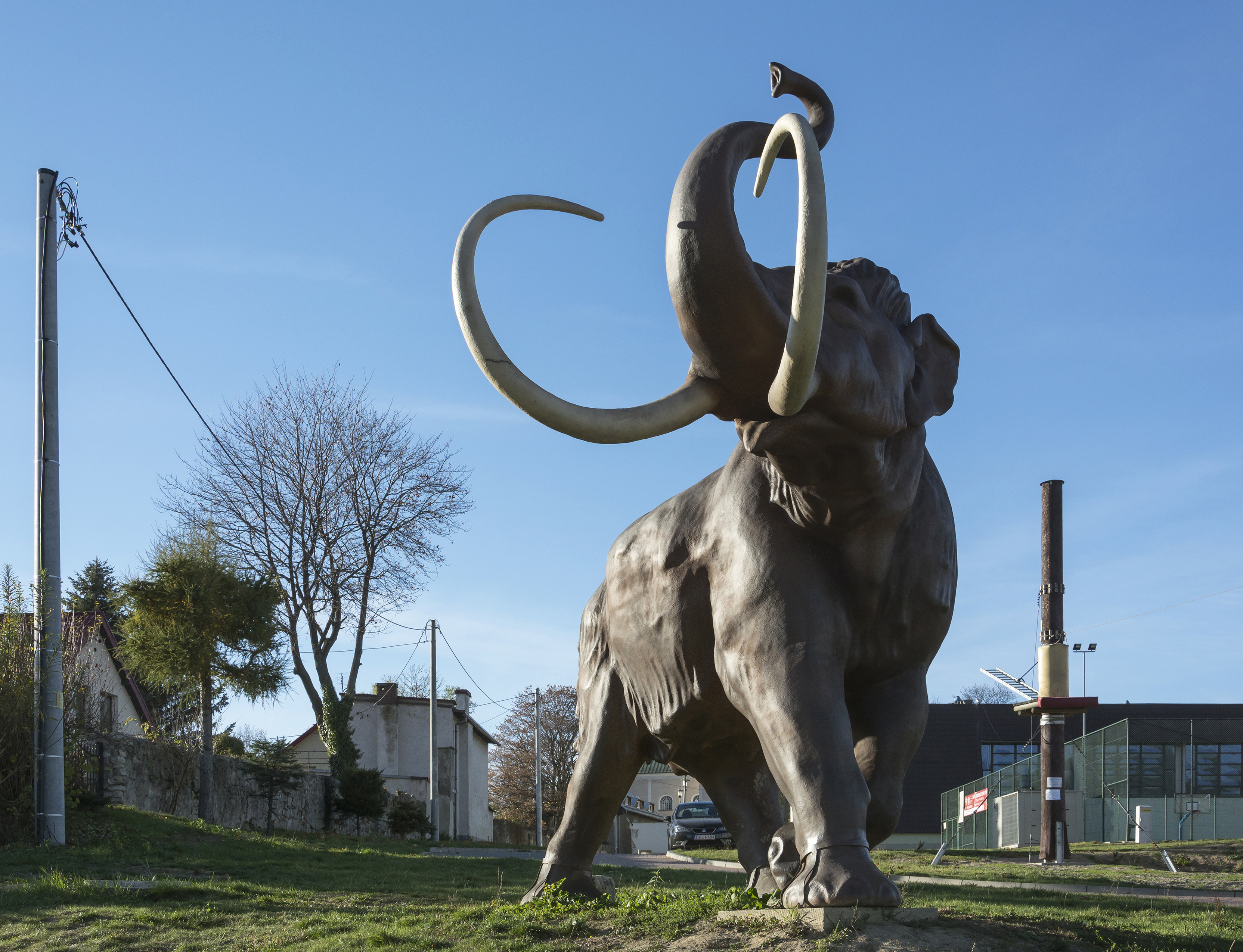
Model mamuta w Szczytnej

Mamut włochaty należał do ulubionej zwierzyny łownej człowieka w późnym plejstocenie, co znalazło swe odzwierciedlenie w zachowanych do dzisiaj licznych wyobrażeniach i malowidłach, pozostawionych głównie na ścianach jaskiń (np. w Rouffignac we Francji). Mamuty były źródłem pożywienia, ale dostarczały także materiałów do wyrobu okryć (skóry), sprzętów domowych, narzędzi i ozdób (kości, ciosy). Kości wykorzystywane były sporadycznie również do budowy paleolitycznych domostw, czego ślady odnaleziono w miejscowości Meżyricz na Ukrainie. Jedno z największych na świecie znalezisk kości i zębów mamutów włochatych związane z kulturą grawecką odkryto w 1967 roku w Krakowie.
W powszechnym mniemaniu mamuty były zwierzętami niezwykłych rozmiarów, co zaowocowało przenośnym znaczeniem samego określenia mamut jako czegoś wielkiego. Największy znany gatunek mamuta, mamut stepowy, którego szczątki odnaleziono na obszarze Europy i Azji, osiągał 4,5–5 m wysokości w kłębie. Większość gatunków mamutów była mniejsza, porównywalna z dzisiejszym słoniem indyjskim, choć istniały także jeszcze mniejsze formy, jak mamut karłowaty, którego pozostałości odnaleziono na Channel Islands u wybrzeży Kalifornii, a który był niemal dwukrotnie mniejszy od mamuta cesarskiego.

### Wymarcie
Nie do końca jest jasna przyczyna wymarcia mamutów. Najogólniej rzecz biorąc podaje się trzy ewentualne przyczyny lub ich kombinację:
- mamuty wymarły ze względu na istotne zmiany w klimacie na przełomie plejstocenu i holocenu (ponad 10 tys. lat temu), do których zwierzęta nie zdołały się dostosować, w tym poważnie brane są pod uwagę wielowiekowe zmiany klimatyczne (znaczne oziębienie — tzw. młodszy dryas) wskutek upadku wielu komet lub asteroid (lub fragmentów jednego takiego ciała niebieskiego) dość równocześnie w różnych miejscach globu oraz wybuchu znacznych pożarów lasów ok. 12800 lat temu[4][5][6],
- zwierzęta wyginęły w wyniku jakiejś choroby lub epidemii,
- mamuty zostały wytępione przez człowieka.

Jak się uważa, ostatnie mamuty na stałym lądzie wyginęły ok. 10–8 tys. lat p.n.e., natomiast niewielka populacja mamutów istniała na Wyspie Wrangla do ok. 2000 r. p.n.e. Ta ostatnia izolowana populacja uległa skarłowaceniu wskutek systematycznie malejącej przestrzeni ich biotopów i zasobów pożywienia. Karłowate osobniki dorastały do wzrostu 1,8 m w kłębie. W 2009 roku naukowcy odkryli, że ostatnie mamuty, jakie żyły na terenie dzisiejszej Wielkiej Brytanii wyginęły około 12 000 lat p.n.e. Przedtem uważano, że zwierzęta te zniknęły z północno-zachodniej Europy 19 000–17 000 lat p.n.e. Odkrycia dokonano za pomocą nowej metody oczyszczania próbek, wykorzystywanych do datowania węglem, nazwanej ultrafiltracją i opracowanej na Uniwersytecie Oksfordzkim.
Na Syberii odnajdywane są liczne pozostałości mamutów, przede wszystkim kości i ciosy, ale czasem odkrywa się w wiecznej zmarzlinie bardzo dobrze zachowane, niemal kompletne ciała zwierząt, jak to miało miejsce w 1901 r. nad brzegami rzeki Bieriozowki, gdzie zachowały się także części miękkie, takie jak futro, skóra, mięśnie. Inny w pełni zachowany mamut został znaleziony w 2007 nad rzeką Juribej na Półwyspie Jamalskim. Na podstawie tych znalezisk możliwe jest dokładne i precyzyjne odtworzenie wyglądu tych zwierząt. Można było np. ustalić, iż w odróżnieniu od współcześnie istniejących gatunków słoni, mamuty miały małe uszy. Duże uszy u słoni służą do chłodzenia. Zamarznięte ciała mamutów były w tak dobrym stanie, iż możliwe było ustalenie, na podstawie treści żołądkowej, czym żywiły się te zwierzęta. Pożywieniem były pędy i gałązki wierzby, olchy, brzozy, młode igliwie i drobne rośliny zielne.
W oparciu o najnowsze zdobycze inżynierii genetycznej istnieje możliwość, do tej pory nie zrealizowana, sklonowania mamuta. Materiał genetyczny można by uzyskać z osobników wydobytych z wiecznej zmarzliny. Sklonowany mamut mógłby urodzić się ze słonicy.

## Etymologia
Słowo mamut – w zapisie mammoth – zostało po raz pierwszy użyte w Europie w początkach XVII wieku w nawiązaniu do ciosów maimanto znajdowanych na Syberii. Brytyjski podróżnik John Bell odwiedzając w 1722 okolice rzeki Ob zanotował, że ciosy były dobrze znane w tamtejszej okolicy. Zwano je rogami mammona i znajdowano w podmywanych brzegach rzek. Niektórzy mieszkańcy twierdzili, że widzieli żywe mamuty, które według nich miały jednak prowadzić nocny tryb życia i znikać w wodzie, gdy tylko zostały dostrzeżone. Bell zakupił jeden cios i pokazał do Hansowi Sloanowi, który orzekł, że należał do słonia.
Ludy syberyjskie, które znajdowały kości mamutów — a czasami całe zamrożone ciała — w zerodowanych brzegach rzek, wyjaśniały zjawisko na różne sposoby. Chantowie żyjący na brzegach Irtyszu wierzyli, że mamut to wodny duch. Inni uważali mamuta za stworzenie żyjące pod ziemią i kopiące tunele, które ginie, gdy przypadkowo wydostanie się na powierzchnię.
Za sprawą handlu znajdowanymi ciosami wyobrażenie mamuta jako podziemnego stworzenia dotarło do Chin i zachowało się w jego chińskiej nazwie: yǐn shǔ 隐鼠, „ukryty gryzoń”.

## Mamut w muzeach polskich
Kompletny szkielet mamuta z Pyskowic na Śląsku jest eksponowany na stałej wystawie w Muzeum Państwowego Instytutu Geologicznego w Warszawie. Rekonstrukcję niekompletnego szkieletu, znalezionego również w Pyskowicach, wystawiono natomiast na Zamku Piastowskim w Gliwicach. Szczątki znalezione m.in. w okolicach Garwolina pokazano w warszawskim Muzeum Geologicznym na czasowej wystawie „Czas Mamuta” w roku 2007 i eksponowano ponownie, wraz ze znaleziskami ze Śląska, w latach 2009–2010. Muzeum Ziemi PAN w Warszawie dysponuje także włosami mamuta podarowanymi przez badaczy francuskich. Również Muzeum w Kwidzynie posiada szczątki mamutów znalezione w okolicach Kwidzyna. W zbiorach Muzeum w Jarosławiu Kamienica Orsettich przechowywane są kości mamutów i innych plejstoceńskich zwierząt znalezione w dolinie Sanu.